# ベン・ゴールドエイカー
ベン・ゴールドエイカー（Ben Michael Goldacre）MBE (1974年5月20日 - )は、イギリスの医師、学術および科学の作家。2015年時点でオックスフォード大学ナフィールド一次医療健康科学学部に属す、オックスフォード大学EBMセンターの上級臨床研究員。AllTrials運動とOpenTrialsの創始者で、臨床試験のオープンサイエンスを求めている。
ゴールドエイカーは、『ガーディアン』でのコラム Bad Science （悪い科学）で著名であり、これは2003年から2011年にかけて連載され、彼の三番目の著作『デタラメ健康科学』（Bad Science、2008年）ともなった。これは特定の非合理性と代替医療を批判した。『悪の製薬』（Bad Pharma, 2012年）は、製薬産業の調査であり、その出版攻勢と市場開拓、医療界との関係について、I Think You'll Find It's a Bit More Complicated Than That（日本語訳なし）は彼のジャーナリズムの集成である。彼はよく、悪い科学について率直に語っており、自分のことをオタク的な伝道者だとする。

## 著作

### デタラメ健康科学
初の著作『デタラメ健康科学』（Bad Science, 2008年）は、2008年9月にFourth Estateから出版された。日本では2011年に河出書房新社より。ガーディアンでの多くのコラムの加筆改訂版である。英国医師会雑誌 (BMJ) と『デイリー・テレグラフ』から肯定的に批評され、Amazon Booksでトップ10入りするベストセラーとなった。2009年のサミュエル・ジョンソン賞に推薦された。2008年のインタビューでは、本作の中心的なテーマのひとつは、6000億ドルの製薬産業と500億ドルの栄養補助食品産業の間に実質的な違いはないということだと、ゴールドエイカーは述べた。

### 悪の製薬
次の著作は、『悪の製薬: 製薬業界と新薬開発がわたしたちにしていること』（Bad Pharma, 2012年）、イギリスで2012年9月に、アメリカとカナダで2013年2月に出版された。日本では青土社より2015年。治療効果を誇張するような設計に欠陥のある試験が行われ、よくない結果が出ると隠されて真の影響はわからなくなり、誰もが客観的だと考える論文も直接企業のために働く人々が秘密裏に計画したものである。